# Ælfthryth Wessexská
Ælfthryth Wessexská také Elftrudis, Elftrude nebo Elfrida  (877 – 7. června 929) byla anglosaskou princeznou a flanderskou hraběnkou.
Narodila jako nejmladší dcera anglosaského krále Alfréda Velikého a jeho manželky Ealhswith. Měla čtyři starší sourozence, včetně Eduarda I. Staršího a Æthelflæd, a dále mladšího bratra Æthelwearda.
Ælfthryth se provdala za Balduina II. Flanderského. Měli spolu několik dětí:
- Arnulf I. Flanderský
- Adelolf z Boulogne
- Ealswid
- Ermentruda

Ælfthryth byla předkem Matyldy Flanderské, manželky anglického krále Viléma Dobyvatele.